# なでしこスタイル
合同会社なでしこスタイルは、インターネット通販で金属アレルギー対応のピアスを販売している企業。

## 概要
所在地は岩手県花巻市若葉町2丁目10-18。  
代表は金野勝久。  
従業員数は、2024年末現在、代表1名、社員4名の合計5名。 

## 特徴
「ピアスホールを守る。」をコンセプトとした、金属アレルギーに悩む女性のための金属アレルギー対応ピアスを販売。

主な商材は、高純度チタンを使用したチタンピアス。
販売はインターネット販売のみ。

## 年表
- 2010年10月 - 独自ドメイン店としてオープン。販売を開始。所在地は岩手県釜石市。代表は金野里美。
- 2011年3月 - 東日本大震災によって被災、一時的に閉店。
- 2011年5月 - 岩手県花巻市に移転して再開。代表は金野勝久。
- 2014年9月 - 法人格を取得。正式名称は「合同会社なでしこスタイル」
- 2022年 - 楽天店をオープン。
- 2024年10月 - 新事務所に移転。